# سوزانا ویرا
سونیا ماریا ویرا گونسالوس، که بیشتر با نام هنری سوزانا ویرا و سوزانا ویرا شناخته می‌شود (زاده ۲۳ اوت ۱۹۴۲) یک هنرپیشه اهل برزیل است.
پدر سوزانا، ماریوس گونسالوس، نظامی بود و وابسته نظامی سفارت برزیل در بوئنوس آیرس بود. مادرش، ماریا دا کونسیسائو ویرا گونسالوس، در کنسولگری بوئنوس آیرس کار می‌کرد که با ازدواج و تولد فرزندانشان همراه شد. سوزانا، که با نام سونیا ماریا ویرا گونسالوس تعمید داده شد، در زایشگاه سائوپائولو، در شهر سائوپائولو به دنیا آمد. نام هنری سوزانا در واقع نام مسیحی خواهرش، بازیگر آرژانتینی سوزانا گونسالوس است. علاوه بر سوزانا گونسالوز، سوزانا ویرا سه برادر دیگر نیز دارد: سرجیو ریکاردو ویرا گونسالوز، سرولو آگوستو ویرا گونسالوز و ساندرا ویرا گونسالوز. پدربزرگ و مادربزرگ سوزانا پرتغالی بودند.

## بیوگرافی و حرفه

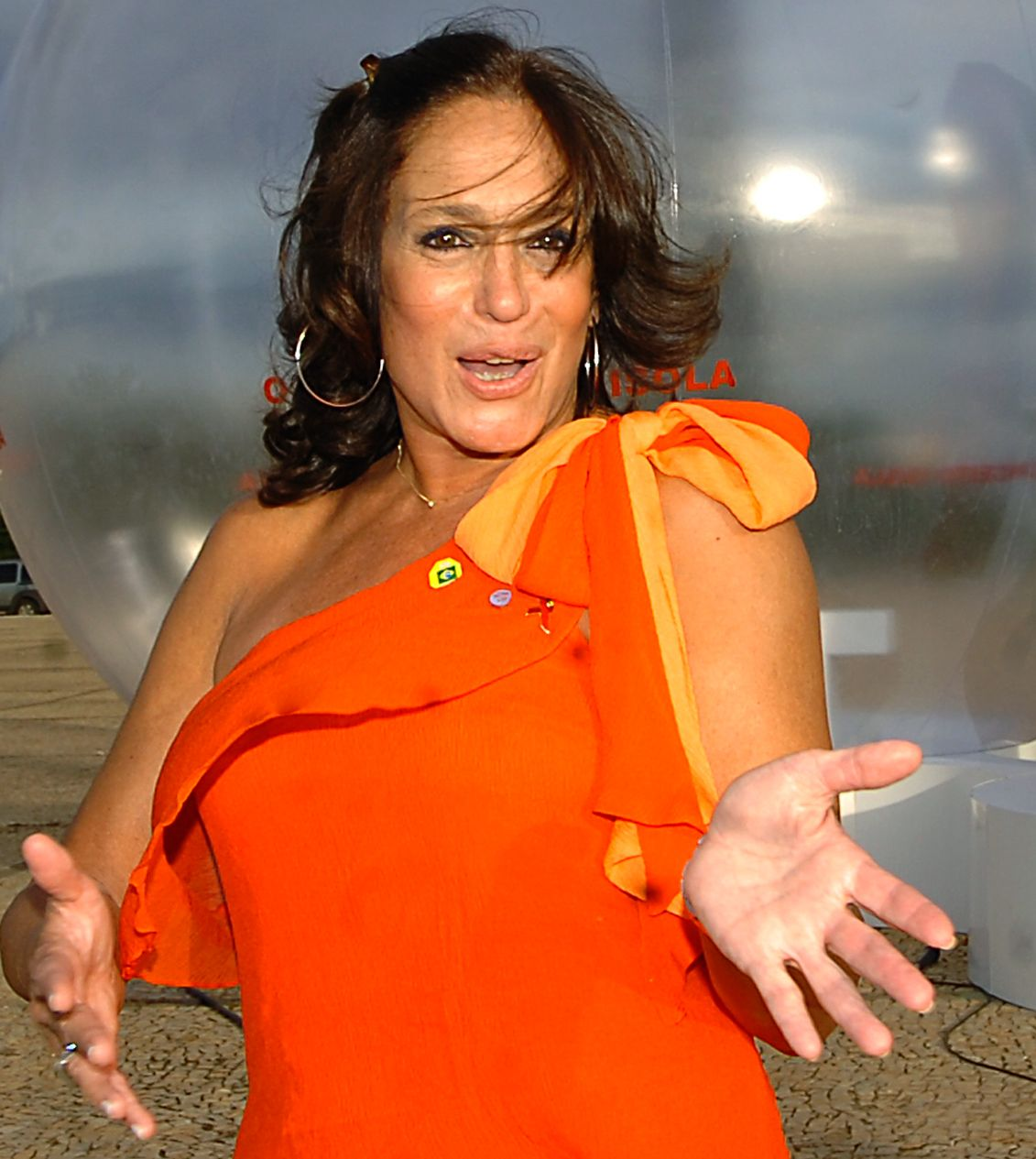
سونیا ماریا ویرا گونسالوس در سال 2008

او در باله کلاسیک فارغ‌التحصیل شد، در سال به گروه باله Grande Teatro Tupi پیوست. در نهایت، او به عنوان بازیگر در فیلم A Noite Eterna، یک تله‌نوولا در سال ۱۹۶۲ وارد صحنه شد. از آن زمان، سوزانا در چندین تله رمان شبکه رده گلوبو کار کرده‌است.
او به عنوان یک خواننده با آلبوم Brasil Encena که توسط آلباتروز موزیک در ۱۹ دسامبر ۲۰۱۰ منتشر شد، شروع به کار کرد با این حال، او اظهار داشت که قصد ندارد به عنوان خواننده فعالیت داشته باشد.
سوزانا از سال ۱۹۶۱ تا ۱۹۷۲ با کارگردان رجیس کاردوسو ازدواج کرد که از او صاحب پسری به نام رودریگو شد. او در سال ۱۹۸۶ با Carson Gardeazabal ازدواج کرد، رابطه ای که در سال ۲۰۰۳ به پایان رسید. در سپتامبر ۲۰۰۶ با مارسلو سیلوا ازدواج کرد. با این حال، او در نوامبر ۲۰۰۸ پس از کشف یک معشوقه از او طلاق گرفت. در سال ۲۰۰۹ با ساندرو پدروسو نامزد کرد اما در اوایل سال ۲۰۱۴ از هم جدا شدند.